# Ilhéu Bom Bom
Ilheu Bom Bom ist eine Insel im Golf von Guinea. Sie liegt 70 Meter vor der Nordküste von Príncipe, einer der beiden Hauptinseln des Inselstaats São Tomé und Príncipe, verbunden durch einen Steg. Auf ihr befindet sich eines der wenigen Touristenresorts des Landes. Die Insel ist vulkanischen Ursprungs und hat keine permanenten Bewohner.
Die Insel erreicht eine Höhe von 59 Metern.